# België op de Olympische Zomerspelen 2000
Tijdens de Olympische Zomerspelen van 2000 die in Sydney werden gehouden nam België voor de 22e maal deel.

## Medailleoverzicht
| Sport      | Olympiër                         | Discipline       | Medaille |
| ---------- | -------------------------------- | ---------------- | -------- |
| Wielrennen | Filip Meirhaeghe                 | mountainbike (m) | Zilver   |
| Wielrennen | Etienne De Wilde Matthew Gilmore | koppelkoers (m)  | Zilver   |
| Judo       | Ann Simons                       | -48 kg (v)       | Brons    |
| Judo       | Gella Vandecaveye                | -63 kg (V)       | Brons    |
| Tennis     | Els Callens Dominique Monami     | dubbelspel (v)   | Brons    |

## Deelnemers & Resultaten
(m) = mannen, (v) = vrouwen 

### Atletiek
| Olympiër          | Discipline               | Resultaat | Prestatie                                            |
| ----------------- | ------------------------ | --------- | ---------------------------------------------------- |
| Nathan Kahan      | 800m (m)                 | 26e       | serie 7: 6e in 1.47,69                               |
| Mohammed Mourhit  | 5000m (m)                | DNF       | serie 2: niet gefinisht                              |
| Mohammed Mourhit  | 10000m (m)               | DNF       | serie 2: 4e in 27.45,75 finale: niet gefinisht       |
| Jonathan N'Senga  | 110m horden (m)          | 40e       | serie 5: 3e in 13,57 kwartfinale 2: 6e in 13,73      |
| Erik Nys          | verspringen (m)          | 37e       | kwalificatie groep A: 18e met 7,52m                  |
| Thibaut Duval     | polsstokhoogspringen (m) | 22e       | kwalificatie groep A: 12e met 5,55m                  |
| Jo Van Daele      | discuswerpen (m)         | 22e       | kwalificatie groep B: 13e met 60,93m                 |
|                   |                          |           |                                                      |
| Sandra Stals      | 800m (v)                 | 20e       | serie 4: 4e in 2.02,33                               |
| Veerle Dejaeghere | 1500m (v)                | 13e       | serie 2: 4e in 4.10,18 halve finale 2: 6e in 4.07,87 |
| Marleen Renders   | 10000m (v)               | DNS       | serie 1: niet gestart                                |
| Marleen Renders   | marathon (v)             | DNF       | niet gefinisht                                       |

### Badminton
| Olympiër     | Discipline    | Resultaat | Prestatie                                               |
| ------------ | ------------- | --------- | ------------------------------------------------------- |
| Ruud Kuijten | enkelspel (m) | 17e       | 1e ronde: vrij 2e ronde: V van DEN Jonassen: 8-15, 5-15 |

### Boogschieten
| Olympiër       | Discipline      | Resultaat | Prestatie |
| -------------- | --------------- | --------- | --- |
| Nico Hendrickx | individueel (m) | 1/16F     | plaatsingsronde: 10e met 640 punten 1e ronde: W van BHU Jubzhang: 162-156 2e ronde: V van KAZ Shikarev: 151-154 |

### Gewichtheffen
| Olympiër         | Discipline | Resultaat | Prestatie                                                        |
| ---------------- | ---------- | --------- | ---------------------------------------------------------------- |
| François Demeure | -69kg (m)  | 12e       | trekken: 13e met 140 kg stoten: 11e met 170 kg totaal: 310 kg    |
|                  |            |           |                                                                  |
| Ingeborg Marx    | -58kg (v)  | 11e       | trekken: 12e met 77,5 kg stoten: 11e met 100 kg totaal: 177,5 kg |

### Gymnastiek
| Olympiër       | Discipline               | Resultaat | Prestatie |
| -------------- | ------------------------ | --------- | --- |
| Sigrid Persoon | meerkamp individueel (v) | 43e       | kwalificatie: sprong: 19e met 9,437 punten brug: 64e met 9,150 punten balk: 68e met 8,892 punten vloer: 54e met 9,062 punten totaal: 36,511 punten |

### Judo
| Olympiër             | Discipline | Resultaat | Prestatie |
| -------------------- | ---------- | --------- | --- |
| Cédric Taeymans      | -60kg (m)  | 21e       | voorronde: W van UKR Mirzaliyev 1e ronde: V van USA Greczkowski |
| Harry Van Barneveld  | +100kg (m) | 9e        | voorronde: vrij 1e ronde: W van KOR Ko 2e ronde: W van UZB Tangriev kwartfinale: V van FRA Douillet herkansingen: V van TUR Tataroğlu                                                |
|                      |            |           | |
| Ann Simons           | -48kg (v)  | Brons     | 1e ronde: W van TUN Rouini 2e ronde: W van AUS Hill kwartfinale: V van GER Gradante herkansingen 1: W van BRA Martins herkansingen 2: W van CUB Savon bronzen finale: W van PRK Cha  |
| Inge Clement         | -52kg (v)  | 21e       | 1e ronde: V van ALG Souakri |
| Marie-Isabelle Lomba | -57kg (v)  | 9e        | 1e ronde: W van CIV Kouaho 2e ronde: W van ISR On kwartfinale: V van CUB González herkansingen: V van FRA Harel                                                                      |
| Gella Vandecaveye    | -63kg (v)  | Brons     | 1e ronde: vrij 2e ronde: W van PRK Sun Ji kwartfinale: V van CHN Shufang herkansingen 1: W van KGZ Artamonova herkansingen 2: W van BRA Ishii bronzen finale: W van GER von Rekowski |
| Ulla Werbrouck       | -70kg (v)  | 5e        | 1e ronde: vrij 2e ronde: V van ESP Martin herkansingen 1: W van CZE Pazoutova herkansingen 2: W van JPN Ueno herkansingen 3: W van NED Bosch bronzen finale: V van KOR Cho-Min       |
| Heidi Rakels         | -78kg (v)  | 5e        | 1e ronde: W van NED Kienhuis 2e ronde: W van CIV Monney kwartfinale: W van ITA Pierantozzi halve finale: V van CHN Lin bronzen finale: V van ROU Richter                             |
| Brigitte Olivier     | +78kg (v)  | 9e        | 1e ronde: W van ESP Martin 2e ronde: W van YUG Kovacevic kwartfinale: V van BRA Beltrán herkansingen 1: V van KOR Seon-Young                                                         |

### Kanovaren
| Olympiër   | Discipline    | Resultaat | Prestatie                                              |
| ---------- | ------------- | --------- | ------------------------------------------------------ |
| Bob Maesen | K-1 1000m (m) | 15e       | serie 4: 3e in 3.37,587 halve finale 3: 5e in 3.43,147 |

### Paardensport
| Olympiër | Discipline  | Resultaat | Prestatie |
| Eventing | Eventing    | Eventing  | Eventing |
| --- | ----------- | --------- | --- |
| Bruno Goyens de Geusch op Graceland Cava | individueel | DNF       | dressuur: 26e met 53,2 strafpunten crosscountry: niet gefinisht |
| Kurt Heyndrickx (op Archimedes) Carl Bouckaert (op Urane des pins) Constantin Van Rijckevorsel (op Whitecote Nellie) Karin Donckers (op Gormley) | team        | 9e        | dressuur: 7e met 160,4 strafpunten crosscountry: niet gefinisht |
| Springconcours |             |           | |
| Ludo Philippaerts op Otterongo | individueel | 4e        | kwalificatie: 1e ronde: 49e met 16 strafpunten 2e ronde: 24e met 8 strafpunten 3e ronde: 20e met 8 strafpunten totaal: 32 strafpunten finale: 1e ronde: 5e met 4 strafpunten 2e ronde: 5e met 4 strafpunten totaal: 8 strafpunten |

### Roeien
| Olympiër                                                  | Discipline      | Resultaat | Prestatie                                                                                              |
| --------------------------------------------------------- | --------------- | --------- | --- |
| Arnaud Duchesne Luc Goiris Bjorn Hendrickx Stijn Smulders | dubbel-vier (m) | 9e        | serie 3: 4e in 5.56,79 herkansingen: 3e in 6.10,11 halve finale: 5e in 5.56,36 finale B: 3e in 5.54,17 |

### Schietsport
| Olympiër   | Discipline     | Resultaat | Prestatie                                                          |
| ---------- | -------------- | --------- | ------------------------------------------------------------------ |
| Anne Focan | trap (v)       | 4e        | kwalificatie: 3e met 67 punten (21-23-23) finale: 4e met 21 punten |
| Anne Focan | dubbeltrap (v) | 4e        | kwalificatie: 7e met 99 punten (32-33-34)                          |

### Tafeltennis
| Olympiër                         | Discipline    | Resultaat | Prestatie |
| -------------------------------- | ------------- | --------- | --- |
| Jean-Michel Saive                | enkelspel (m) | 9e        | groepsfase: vrij 2e ronde: W van CZE Korbel: 3-0 (21-11, 21-13, 21-17) 3e ronde: V van SWE Waldner: 1-3 (14-21, 21-19, 18-21, 15-21)                                            |
| Philippe Saive                   | enkelspel (m) | 17e       | groep P: 1e W van CHI Marengo: 3-0 (21-10, 21-8, 21-11) W van BLR Shchetinin: 3-1 (18-21, 21-18, 21-19, 22-20) 2e ronde: V van CHN Liu: 2-3 (14-21, 16-21, 21-18, 21-17, 15-21) |
| Jean-Michel Saive Philippe Saive | team (m)      | 17e       | groep E: 2e V van JPN Iseki/Tasaka: 0-2 (10-21, 11-21) W van CHI Marengo/Said: 2-0 (21-18, 21-14)                                                                               |

### Tennis
| Olympiër                     | Discipline     | Resultaat | Prestatie |
| ---------------------------- | -------------- | --------- | --- |
| Sabine Appelmans             | enkelspel (v)  | 9e        | 1e ronde: W van CAN Jeyaseelan: 7-5, 6-2 2e ronde: W van VEN Vento: 6-2, 6-2 3e ronde: V van RSA Coetzer: 3-6, 1-6 |
| Els Callens                  | enkelspel (v)  | 17e       | 1e ronde: W van JPN Asagoe: 6-0, 6-4 2e ronde: V van COL Zuluaga: 3-6, 2-6 |
| Dominique Monami             | enkelspel (v)  | 5e        | 1e ronde: W van CZE Gersi: 6-1, 6-1 2e ronde: W van RUS Myskina: 6-2, 6-3 3e ronde: W van ITA Farina-Elia: 6-1, 7-5 kwartfinale: V van USA Seles: 0-6, 2-6 |
| Els Callens Dominique Monami | dubbelspel (v) | Brons     | 1e ronde: W van CRO Majoli/Talaja: 6-2, 5-7, 6-2 2e ronde: W van SVK Habsudova/Husárová: 6-3, 6-2 kwartfinale: W van VEN Sequera/Vento: 4-6, 7-5, 6-4 halve finale: V van USA S Williams/V Williams: 4-6, 1-6 bronzen finale: W van BLR Barabansjtsjikava/Zverava: 4-6, 6-4, 6-1 |

### Triatlon
| Olympiër      | Discipline | Resultaat | Prestatie      |
| ------------- | ---------- | --------- | -------------- |
| Kathleen Smet | vrouwen    | 16e       | 2:04.05,98     |
| Mieke Suys    | vrouwen    | DNF       | niet gefinisht |

### Wielersport
| Olympiër                         | Discipline       | Resultaat | Prestatie             |
| Baan                             | Baan             | Baan      | Baan                  |
| -------------------------------- | ---------------- | --------- | --------------------- |
| Matthew Gilmore                  | puntenkoers (m)  | 15e       | 6 punten, op 2 ronden |
| Matthew Gilmore Etienne De Wilde | ploegkoers (m)   | Zilver    | 22 punten             |
| Mountainbike                     |                  |           |                       |
| Filip Meirhaeghe                 | mannen           | Zilver    | 2:10.05,51            |
| Roel Paulissen                   | mannen           | 19e       | 2:16.54,82            |
| Peter Van Den Abeele             | mannen           | DNF       | niet gefinisht        |
| Weg                              |                  |           |                       |
| Nico Mattan                      | wegwedstrijd (m) | 33e       | 5:30.46               |
| Axel Merckx                      | wegwedstrijd (m) | 12e       | 5:30.37               |
| Peter Van Petegem                | wegwedstrijd (m) | 79e       | 5:36.14               |
| Rik Verbrugghe                   | wegwedstrijd (m) | 71e       | 5:30.46               |
| Marc Wauters                     | wegwedstrijd (m) | 67e       | 5:30.46               |
|                                  |                  |           |                       |
| Cindy Pieters                    | wegwedstrijd (v) | 20e       | 3:06.31               |
| Heidi Van De Vijver              | wegwedstrijd (v) | 8e        | 3:06.31               |
| Vanja Vonckx                     | wegwedstrijd (v) | 40e       | 3:12.40               |

### Zeilen
| Olympiër            | Discipline         | Resultaat | Prestatie                                     |
| ------------------- | ------------------ | --------- | --------------------------------------------- |
| Philippe Berghmans  | laser (m)          | 16e       | 116 punten: (13-4-24-23-9-19-25-17-30-6-1)    |
| Sébastien Godefroid | finn (m)           | 7e        | 65 punten: (13-3-10-1-14-17-5-10-7-19-2)      |
|                     |                    |           |                                               |
| Min Dezillie        | europe klasse (v)  | 6e        | 68 punten: (8-8-26-10-4-4-10-12-10-7-7)       |
| Sigrid Rondelez     | mistral klasse (v) | 16e       | 127 punten: (21-13-11-19-11–16-17-26-12-9-19) |

### Zwemmen
| Olympiër                                                       | Discipline            | Resultaat | Prestatie                                            |
| -------------------------------------------------------------- | --------------------- | --------- | ---------------------------------------------------- |
| Thierry Wouters                                                | 50m vrije slag (m)    | 39e       | serie 6: 7e in 23,44                                 |
| Thierry Wouters                                                | 100m vrije slag (m)   | 32e       | serie 7: 7e in 51,07                                 |
|                                                                |                       |           |                                                      |
| Liesbet Dreesen                                                | 50m vrije slag (v)    | 28e       | serie 7: 3e in 26,21                                 |
| Tine Bossuyt                                                   | 100m vrije slag (v)   | 35e       | serie 4: 7e in 58,02                                 |
| Nina Van Koeckhoven                                            | 200m vrije slag (v)   | 22e       | serie 5: 7e in 2.02,15                               |
| Sofie Goffin                                                   | 400m vrije slag (v)   | 20e       | serie 4: 7e in 4.15,93                               |
| Sofie Wolfs                                                    | 100m rugslag (v)      | 27e       | serie 3: 4e in 1.04,66                               |
| Yseult Gervy                                                   | 200m rugslag (v)      | 22e       | serie 5: 6e in 2.16,67                               |
| Brigitte Becue                                                 | 100m schoolslag (v)   | 9e        | serie 4: 4e in 1.09,38 halve finale 2: 5e in 1.09,47 |
| Brigitte Becue                                                 | 200m schoolslag (v)   | 21e       | serie 3: 6e in 2.31,27                               |
| Fabienne Dufour                                                | 100m vlinderslag (v)  | 23e       | serie 4: 3e in 1.01,15                               |
| Yseult Gervy                                                   | 200m wisselslag (v)   | 14e       | serie 4: 5e in 2.16,51 halve finale 1: 7e in 2.17,19 |
| Yseult Gervy                                                   | 400m wisselslag (v)   | 18e       | serie 4: 6e in 4.48,31                               |
| Tine Bossuyt Liesbet Dreesen Sofie Goffin Nina Van Koeckhoven  | 4x100m vrije slag (v) | 11e       | serie 2: 6e in 3.46,91                               |
| Tine Bossuyt Yseult Gervy Sofie Goffin Nina Van Koeckhoven     | 4x200m vrije slag (v) | 12e       | serie 2: 7e in 8.12,37                               |
| Brigitte Becue Fabienne Dufour Nina Van Koeckhoven Sofie Wolfs | 4x100m wisselslag (v) | 11e       | serie 1: 3e in 4.10,98                               |

Albanië · Algerije · Amerikaanse Maagdeneilanden · Amerikaans-Samoa · Andorra · Angola · Antigua en Barbuda · Argentinië · Armenië · Aruba · Australië · Azerbeidzjan · Bahama's · Bahrein · Bangladesh · Barbados · België · Belize · Benin · Bermuda · Bhutan · Bolivia · Bosnië en Herzegovina · Botswana · Brazilië · Britse Maagdeneilanden · Brunei · Bulgarije · Burkina Faso · Burundi · Cambodja · Canada · Centraal-Afrikaanse Republiek · Chili · China · Chinees Taipei · Colombia · Comoren · Congo-Brazzaville · Congo-Kinshasa · Cookeilanden · Costa Rica · Cuba · Cyprus · Denemarken · Djibouti · Dominica · Dominicaanse Republiek · Duitsland · Ecuador · Egypte · El Salvador · Equatoriaal-Guinea · Eritrea · Estland · Ethiopië · Fiji · Filipijnen · Finland · Frankrijk · Gabon · Gambia · Georgië · Ghana · Grenada · Griekenland · Groot-Brittannië · Guam · Guatemala · Guinee · Guinee‑Bissau · Guyana · Haïti · Honduras · Hongarije · Hongkong · Ierland · IJsland · India · Indonesië · Irak · Iran · Israël · Italië · Ivoorkust · Jamaica · Japan · Jemen · Joegoslavië · Jordanië · Kaaimaneilanden · Kaapverdië · Kameroen · Kazachstan · Kenia · Kirgizië · Koeweit · Kroatië · Laos · Lesotho · Letland · Libanon · Liberia · Libië · Liechtenstein · Litouwen · Luxemburg · Macedonië · Madagaskar · Malawi · Malediven · Maleisië · Mali · Malta · Marokko · Mauritanië · Mauritius · Mexico · Micronesië · Moldavië · Monaco · Mongolië · Mozambique · Myanmar · Namibië · Nauru · Nederland · Nederlandse Antillen · Nepal · Nicaragua · Nieuw-Zeeland · Niger · Nigeria · Noord-Korea · Noorwegen · Oeganda · Oekraïne · Oezbekistan · Oman · Oostenrijk · Pakistan · Palau · Palestina · Panama · Papoea-Nieuw-Guinea · Paraguay · Peru · Polen · Portugal · Puerto Rico · Qatar · Roemenië · Rusland · Rwanda · Saint Kitts en Nevis · Saint Lucia · Saint Vincent en Grenadines · Salomonseilanden · Samoa · San Marino ·  Sao Tomé en Principe · Saoedi-Arabië · Senegal · Seychellen · Sierra Leone · Singapore · Slovenië · Slowakije · Soedan · Somalië · Spanje · Sri Lanka · Suriname · Swaziland · Syrië · Tadzjikistan · Tanzania · Thailand · Togo · Tonga · Trinidad en Tobago · Tsjaad · Tsjechië · Tunesië · Turkije · Turkmenistan · Uruguay · Vanuatu · Venezuela · Verenigde Arabische Emiraten · Verenigde Staten · Vietnam · Wit-Rusland · Zambia · Zimbabwe · Zuid-Afrika · Zuid-Korea · Zweden · Zwitserland · Individuele olympische atleten